# Archäologie-Preis Baden-Württemberg

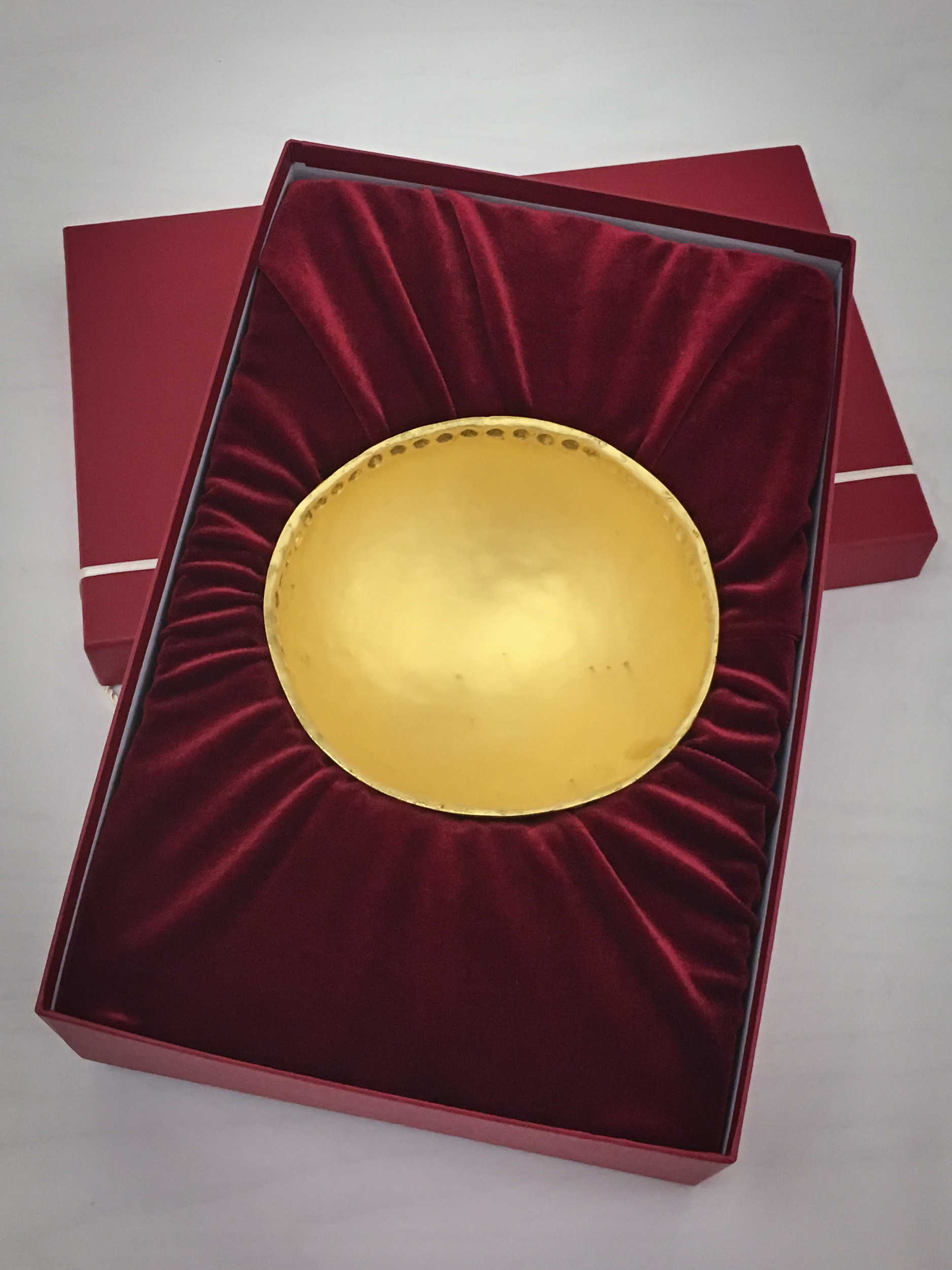
Archäologie-Preis Baden-Württemberg, Nachbildung der aus Goldblech gefertigten Schöpf- und Trinkschale aus dem Grab eines Keltenfürsten bei Hochdorf

Der Archäologie-Preis Baden-Württemberg wird seit dem Jahr 2000 im Zweijahresrhythmus von der Wüstenrot Stiftung Ludwigsburg gestiftet. Ursprünglich wurde er von 1982 bis 1997 jährlich als Württembergischer Archäologiepreis vom Württembergischen GENO-Verband der Volksbanken und Raiffeisenbanken und 1998 als Baden-Württembergischer Archäologiepreis unter zusätzlicher Beteiligung des Badischen Genossenschaftsverbandes erstmals landesweit vergeben.

## Vergabe
Ausgeschrieben wird der Archäologie-Preis Baden-Württemberg vom Landesamt für Denkmalpflege im Regierungspräsidium Stuttgart, dessen Leitung gleichzeitig auch den Vorsitz der Jury innehat. Der Preis wird seit 1998 alle zwei Jahre vergeben. Seit dem Jahr 2000 erfolgt die Verleihung durch die Wüstenrot Stiftung zusammen mit der Gesellschaft für Archäologie in Württemberg und Hohenzollern und dem Förderkreis Archäologie in Baden als Mitstiftern. Der Preis geht an ehrenamtlich tätige Personen oder Einrichtungen, die sich um die Landesarchäologie verdient gemacht haben. Ausgezeichnet werden wissenschaftliche, denkmalpflegerische und publizistische Leistungen.
Der Festakt zur Preisverleihung mit Festansprachen, Laudatio und Festvorträgen findet im Neuen Schloss Stuttgart statt und wird anschließend in der Reihe „Archäologische Informationen aus Baden-Württemberg“ des Landesamtes für Denkmalpflege ausführlich dokumentiert. Neben den Preisgeldern erhalten die ausgezeichneten Personen oder Einrichtungen eine Nachbildung der Trinkschale aus dem Grab des Keltenfürsten von Hochdorf.

## Preisträger (unvollständig)
- 1998 (Baden-Württembergischer Archäologiepreis)[1]
  - Reiner Dick, Leiter der Arbeitsgemeinschaft Experimentelle Archäologie des Heimatvereins Kraichgau e. V.
  - Fachhochschule Karlsruhe für Technik, vertreten durch Rainer Hanauer, Fachbereich Geowissenschaften und Fachhochschule Stuttgart für Technik, vertreten durch Peter Breuer, Fachbereich Vermessungswesen und Geoinformatik.[4]
- 2000 (Archäologie-Preis Baden-Württemberg)
  - Hauptpreis: Bürgermeister Jürgen Ehret (Heitersheim)
  - Förderpreis: Erich Herberg (Bad Wimpfen)
- 2002
  - Hauptpreis: Horst Stöckl (Eichstetten am Kaiserstuhl)
  - Förderpreis: Manfred Merker (Offenburg)
- 2004
  - Hauptpreis: Interessengemeinschaft experimentelle Archäologie (Vexillatio Legio VIII Augusta) in Pliezhausen
  - Förderpreis: Stadt Mengen (Kreis Sigmaringen) für das Römermuseum Mengen-Ennetach
- 2006
  - Hauptpreis: Christoph Bizer (Lenningen)
  - Förderpreis: Gemeinde Riegel am Kaiserstuhl und der dortige Geschichtsverein
- 2008
  - Hauptpreis: Rudolf Landauer, Journalist, Luftbildarchäologe (Mosbach)
  - Förderpreis: Verband der Limes-Cicerones (Mögglingen, Ostalbkreis)
- 2010
  - Hauptpreis: Die Stadt Ladenburg (Rhein-Neckar-Kreis) und der Heimatbund Ladenburg e. V.
  - Förderpreis: Keltenfreunde Asperg (Gertrud Bolay, Armin Krüger, Friedrich O. Müller und Herbert Paul)
- 2012[5]
  - Hauptpreis: Gerhard Hoffmann (Rastatt) und Hans Riexinger (Bad Friedrichshall)
  - Förderpreis: FAKT – Förderverein für Archäologie, Kultur und Tourismus e. V. (Erkenbrechtsweiler, Landkreis Esslingen)
- 2014[6]
  - Hauptpreis: Historischer Verein Bauland (Osterburken), Christel Bock und Achim Lehmkuhl (Bempflingen)
  - Förderpreis: Förderverein Römerhaus Walheim
- 2016[7]
  - Hauptpreis: Hermann Glatzle (Tübingen) und Ferdinand Pfannstiel (Trochtelfingen)
  - Förderpreis: Jeff Klotz (Remchingen)
- 2018[8]
  - Hauptpreis: Reiner Blumentritt (Schelklingen) und Georg Hiller (Blaubeuren)
  - Förderpreis: Archäologie-AG (Kirchheim unter Teck)
- 2020[9]
  - Hauptpreis: Günter Kreß (Meckesheim) und Winfried Poldrack (Salach)
  - Förderpreis: Verein ALB-HAT e. V. (Langenenslingen)
  - Sonderpreis: Hans-Jürgen van Akkeren (Kenzingen)
- 2022[10][11]
  - Hauptpreis: Reinhold Feigel (Backnang)
  - Förderpreis: Klàra und Bernd Pieper (Oberndorf)
  - Sonderpreis: Katja Baumgärtner (Mögglingen)
- 2024[12][13]
  - Hauptpreis: Roland Buggle (Schorndorf)
  - Förderpreis: „Nellenburger Kreis“, ein Arbeitskreis des Hegau-Geschichtsvereins, mit Uwe Frank (Gaienhofen), Rudolf Martin (Radolfzell), Ralf Schrage (Eigeltingen)
  - Sonderpreis: Verein für Pfahlbau- und Heimatkunde e. V. (Uhldingen-Mühlhofen, Ortsteil Unteruhldingen)